# Бродоградилиште Уљаник
Уљаник је назив бродограђевинске компаније и бродоградилишта смјештеног у Пули, Хрватска. Име је добио по острвцету на којем су некад расле маслине, а данас се налазе погони обраде челика и градње трупа. Једно стабло маслине се и данас чува као симбол. 

## Историја
Бродоградилиште Уљаник је основано 1856. године у добро заштићеном пулском заливу, као бродоградилиште аустроугарске ратне морнарице. Темељац за градњу бродоградилишта је положила царица Елизабета 9. децембра, те се тај датум обиљежава као дан бродоградилишта, једног од најстаријих у свијету. Непуне двије године након полагања темељца - 5. октобра 1858. године с навоза је поринут први брод - СМС Каизер са депласманом од 5.194 тоне. За аустроугарску морнарицу потом је направљена флота од 55 различитих бродова, укупног депласмана од 53.588 тона. 
Кроз дуги период континуираног рада пулско је бродоградилиште прошло кроз различите етапе развоја. За вријеме италијанске владавине бавило се поправцима, доковањем и резањем старих бродова. Након италијанске капитулације у Другом свјетском рату, бродоградилиште је било њемачка поморска база. Од 1947. године обнавља се у склопу ФНР Југославије. У бродоградилишту се наставља с доковањем, реконструисањем и поправцима бродова, а први новосаграђен брод испоручен је 1951. Развија се машиноградњу, електропроизводња и друге производње. 
Године 1990. бродоградилиште Уљаник постаје акционо друштво. Производња пролази кроз кризне године за вријеме рата у Хрватској, но наставља с бродограђевном производњом различитих и специјалних бродова. У другој половини 1998. започиње велико технолошко модернизовање бродоградилишта. Од 1947. до половине 2000. из бродоградилишта Уљаник је купцима са свих континената испоручен 201 брод, укупно с више од 6 милиона DWT. 
У Уљанику се пројектују, конструишу и граде све врсте бродова, попут бродова за превоз нафте и нафтних прерађевина, за превоз расутих терета, контејнера, камиона, вагона, аутомобила и путника. У Уљанику је развијена технологија градње трупа из два дијела те спајане истих двију половина у мору. На тај је начин, од 1972. до 1976. изграђено 11 бродова, а највећи су Tarfala, са 275.000 DWT за компанију Trafialtiebolaget Grangesberg из Стокхолма, те Kanchenjunga са 277.120 тона депласмана, испоручен 1975. године индијској компанији The Shipping Corporation of India.